# Taula
|  | Per a altres significats, vegeu «Taula (desambigüació)». |

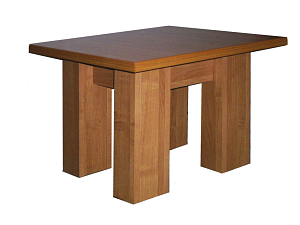
Taula de fusta

Una taula és un moble, amb diferents utilitats domèstiques i utilitàries, que està format per unes potes, normalment quatre, tot i que pot tenir-ne tres o fins i tot una sola, i tauler pla que pot ser de diverses formes i dimensions, s’utilitza per a posar-hi objectes. Poden tenir calaixos o no.
Als habitatges se situen principalment menjador o a la sala d’estar i solen anar acompanyades per unes cadires per poder asseure's al voltant. També n'hi pot haver a les cuines, terrasses, cambres (a tall d’escriptori), etc. Les taules són un element primordial en qualsevol habitatge o oficina, encara que els usos en són diferents.
El cobretaula, cobritaula, sobretaula, drap de taula o tapet és el cobertor de taula, de tapisseria o de tela encerada.
Les tovalles o estovalles serveixen per a cobrir i guarnir la taula, especialment a l'hora de menjar.

## Història

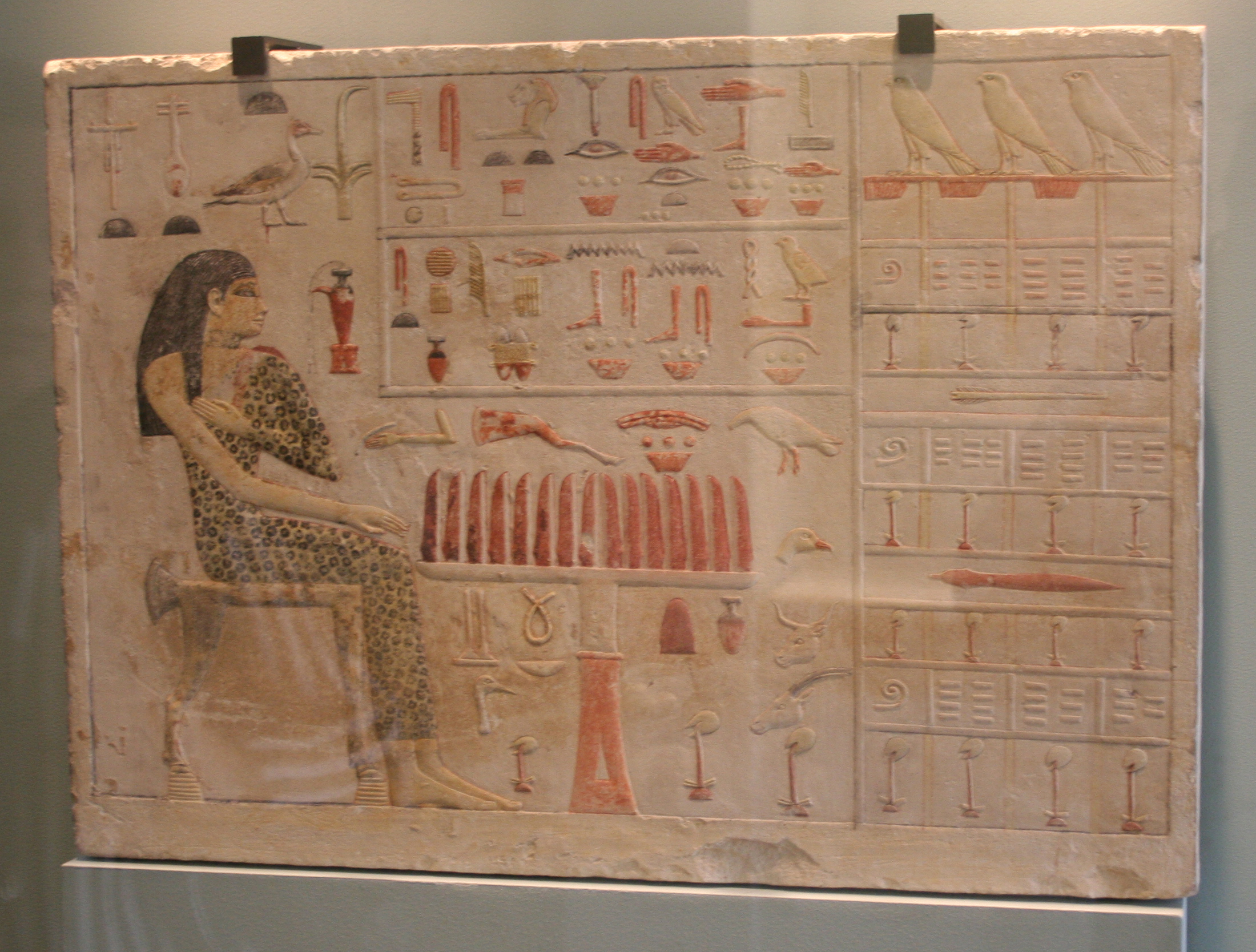
Baix relleu Neferetiabet amb taula amb cadires. Dinastia IV d'Egipte, c.2600 aC

Les taules, pròpiament dites, van usar-se per primera vegada a l’època predinàstica de l'antic Egipte, eren plataformes de pedra de forma rectangular o circulars amb un suport central o quatre potes decorades amb urpes de felí o rumiant i s’utilitzaven per mantenir els objectes lluny del terra, puix que els aliments i les begudes se solien servir en safates que descansaven sobre pedestals. Els egipcis feien ús de taules petites i taulers de joc.
Als pobles orientals, com a l'antiga Xina es van crear taules de forma rodona amb un suport o taules de tres potes per tal de poder perseguir l'art de l'escriptura i la pintura.
L’antiguitat clàssica, Grècia i Roma, va ser el punt d’inflexió de la seva utilitat. Fins aleshores s’utilitzaven per a realitzar rituals pagans. L’ús de les taules va fer-se freqüent i va passar de ser una simple peça de mobiliari per a poder dipositar i exposar objectes a ser un moble per a menjar, escriure, etc. Per bé que els grecs continuaven de menjar ajaguts al llit i els desaven sota aquests després del seu ús.
Els materials del que estaven fetes era: marbre o fusta, amb decoracions metàl·liques, generalment de bronze o aliatges de plata. Les potes eren decorades de forma rica, mentre que els taulers eren més sobris.
Per poder fer taules de dimensions més grans usaven plataformes separades i se sustentaven per pilars.
A l'Imperi Romà d'Orient les taules estaven fetes de metall o de fusta i generalment tenien quatre potes creuades en forma de X, les taules per menjar eren grans i sovint rodones o semicirculars. Les taules per l'escriptura eren una combinació d'una petita taula rodona i un faristol.
A l’'edat mitjana el seu ús no era tant conegut com en períodes anteriors i només eren utilitzades per la noblesa i a la cort pels seus banquets i eren de construcció senzilla: un tauler sostingut per dos cavallets de fusta. A Europa occidental les invasions i guerres internes van causar la pèrdua de la major part dels coneixements heretats de l’època clàssica. Com a conseqüència de la mobilitat necessària, per les guerres, la majoria de les taules eren taulons recolzats en cavallets simples o petites taules rodones fetes de fusteria, que van reaparèixer entre els segles XII-XVI i se situaven sobre una plataforma al fons dels grans salons o sales de cerimònies dels castells, en elles els convidats se situaven al voltant de la taula on es menjava mentre s’observava l'entreteniment (bufons, malabaristes, trobadors, etc.). En aquest períodes és quan va començar a donar-se importància a la vaixella, la coberteria així com a les estovalles (que solien estar decorades amb brodats).
Durant el Renaixement es va convertir en una veritable peça de mobiliari amb una gran ornamentació.

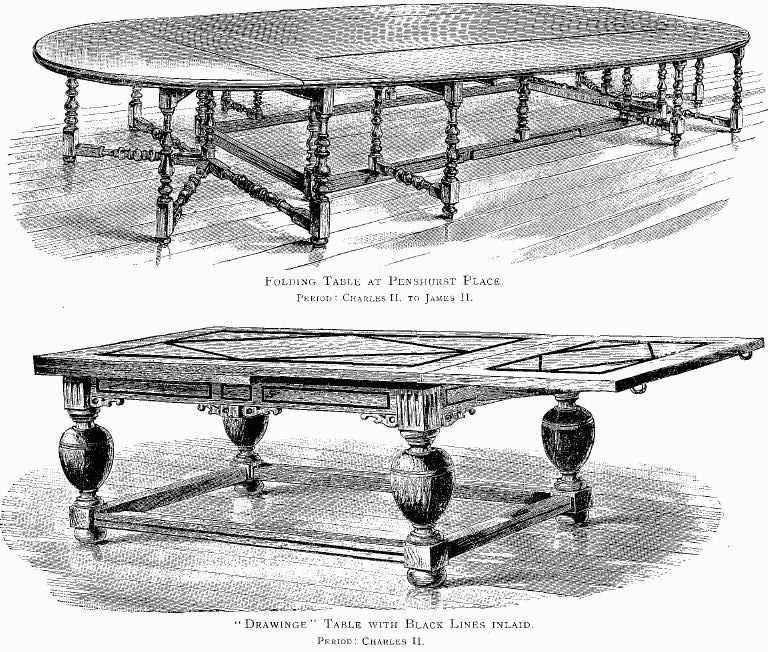
Esboç taules

Les “Refrectory Tables” van aparèixer per primera vegada al segle xvii, com un avenç de la taula de cavallet: aquestes taules eren generalment molt llargues i amples i capaces de suportar un banquet important en el gran saló o a la sala de recepció d'un castell.
Al segle xviii s’introdueix el concepte de “menjador” i amb aquest la idea de taula com a moble domèstic, si bé a la primeria encara eren muntables i desmuntables a poc a poc van anar restant en un lloc fix on la gent es reunia al voltant per a menjar.
Durant el segle xix les taules tenien decoracions minimalistes.
Cap al segle xx les taules comencen a ser de producció industrial, en sèrie, i passen a ser mobiliari fix tant de cases com d’oficines o llocs públics.

## Estructura
Les taules estan constituïdes fonamentalment per una base i un tauler horitzontal.
L’alçada de les taules no varia gaire. Normalment oscil·la entre els 75 i 80 cm.

### La base pot presentar diverses estructures
- Una pota: normalment més ample per la part inferior per donar una màxima estabilitat, a vegades es subjecta a terra. Taula amb una pota central

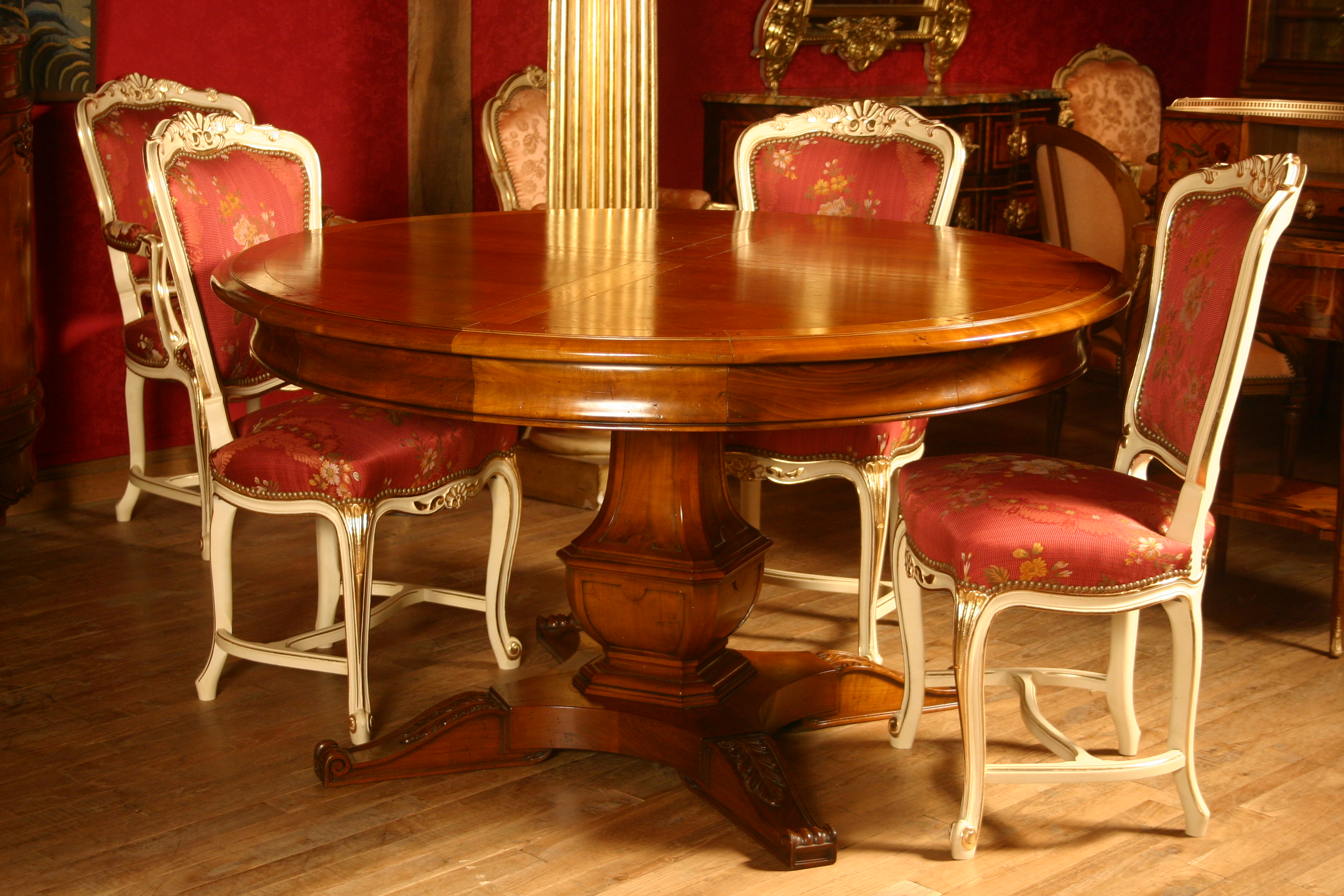
Taula amb una pota central

- Dues o més potes: normalment van unides entre si per un bastodor, per tal de subjectar el tauler.Taula amb quatre potes

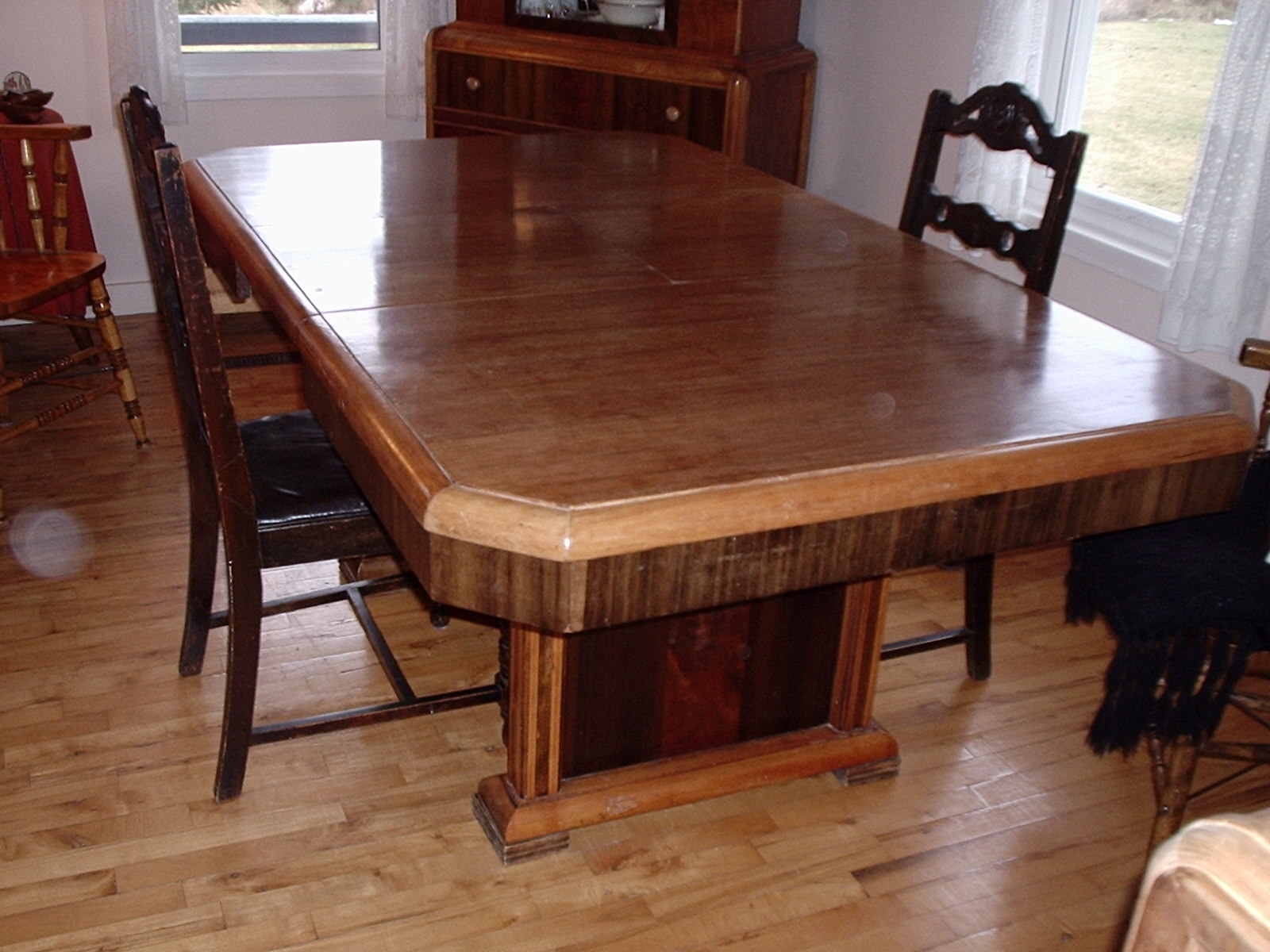
Taula amb quatre potes

### Les potes poden ser de diferents formes
Entre d'altres:
- De cantonada

- Tornejades

- Corbes

## Materials de construcció i decoració
Els materials de construcció més utilitzats són: la fusta, el ferro, la pedra, el plàstic o una combinació d’ells, (per exemple, les potes de metall i la superfície de fusta). Segons el seu destí, es fabrica amb un o un altre material.
Per exemple:
- Taula de cuina. S’ha de poder mullar. Per això sol ser de granit, marbre o fusta amb un acabat de plàstic.

- Taula de jardí. Com que les taules de jardí es deixen a fora, es fabriquen de ferro amb un tractament resistent a la humitat o amb plàstic.

- Taula de menjador. Sol estar feta de fusta de més qualitat.

Els colors poden variar depenent el material de construcció o simplement pel seu disseny.
La decoració se sol centrar a la base i acostuma a ser realitzada amb la tècnica de la talla. El tauler pot estar ornamentat de forma plana com els mosaics, la marqueteria, els gravats o les pintures.

## Tipologies de taules
- Taula braser (tendur): taula generalment rodona, tot i que també pot ser rectangular o quadrada, que incorpora un bastidor per col·locar el braser al centre. Se sol situar al centre del saló i cobrir-se amb unes estovalles.

- Taula d’ales o llibre: taula que té dos costats articulats que es poden plegar i desplegar per tal de poder ocupar la meitat d’espai.

- Taula de cuina: taula generalment plegable que s'utilitza a la cuina.

- Taula de tisora: taula que té les potes creuades.

- Taula extensible: taula amb un tauler partit per la meitat que descansa sobre unes vies per tal de poder adquirir una major extensió si és necessari. Per tal de fer-se més gran s’afegeix un suplement de fusta al centre. Són taules ambivalents que poden ampliar-se en situacions excepcionals.

- Taula auxiliar: taula de dimensions petites per dipositar objectes de forma temporal o en cas de necessitat. Es pot utilitzar com a suport de la taula principal. S’ubica en passadissos, cantonades, al costat del sofà o de butaques.

- Taula rodona: taula de forma circular destinada a seure-hi per menjar o prendre un cafè, sense que hi hagi lloc de preferència.

- Taula de joc: taula amb tapet per jugar a les cartes. Té calaixos en els que es poden guardar les baralles de cartes, fitxes, material per apuntar, etc. A vegades presenten cendrers incrustats. Normalment són plegables perquè el seu ús és esporàdic.

- Taula de despatx o d’escriptori: taula amplia i de bona qualitat i funcional, és utilitzada per a treball d’oficina. Tenen calaixos en un o en ambdós laterals.

- Taula d’ordinador: taula sobre la qual es col·loca l’ordinador. Constituïda normalment per un tauler superior en el que se situa la pantalla i elements perifèrics, mentre que sobre el tauler inferior descansa la impressora. També disposa d'una safata extraïble on es col·loca el teclat.

- Taula - banc: tauler amb respatller abatible per a formar una taula.

- Banc de treball o Taula de dibuix: taula condicionada per tal de realitzar, sobre ella, un treball específic.

- Taula trinxant: taula que es troba al menjador i s’utilitza per trinxar la carn. Normalment és un moble llarg i estret que es col·loca a prop de la paret.

- Tauleta de nit: taula de dimensions reduïdes que es col·loca al costat de llit.

- Pupitre: taula amb un banc o una cadira

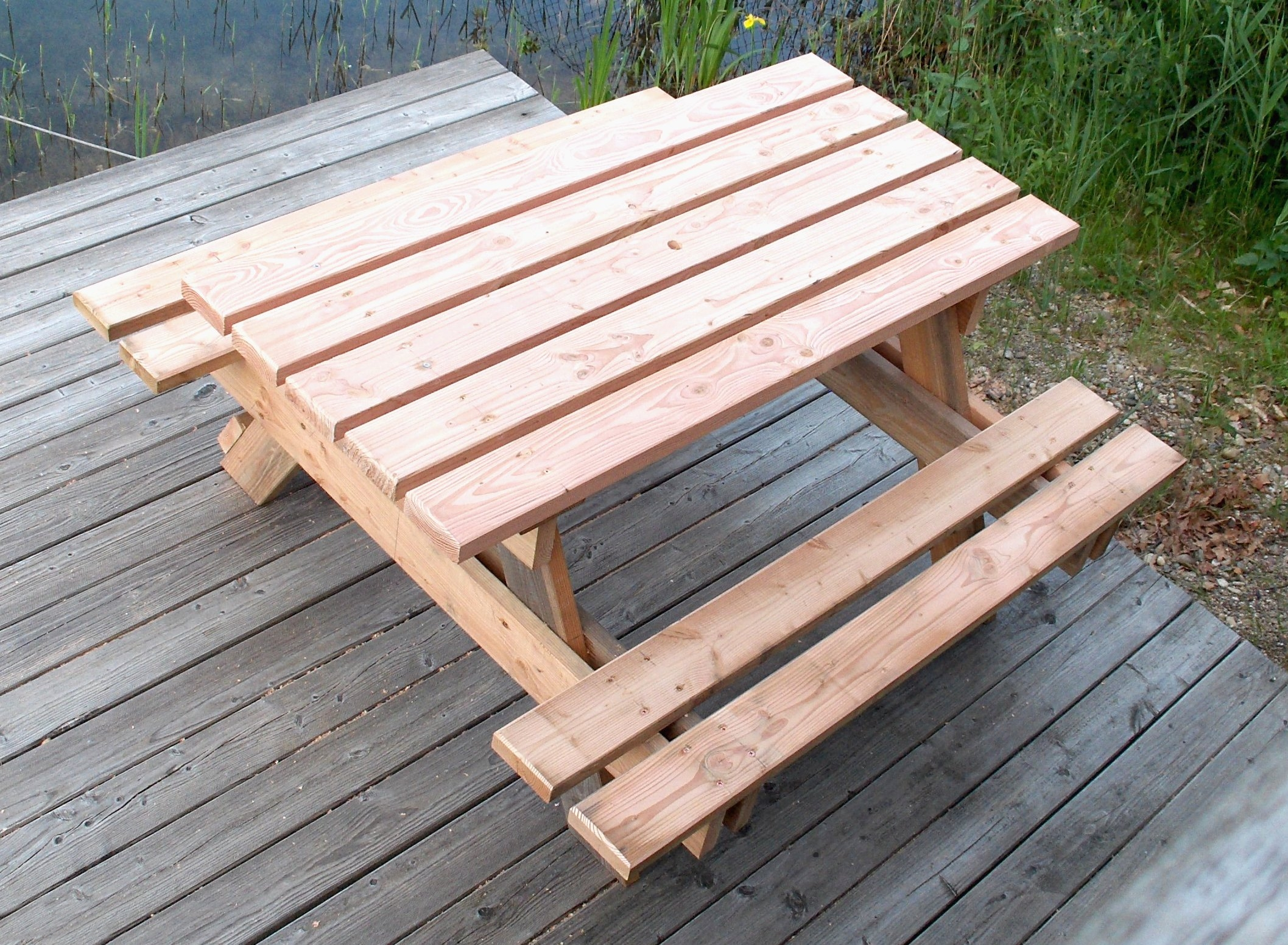
Taula amb bancs incorporats
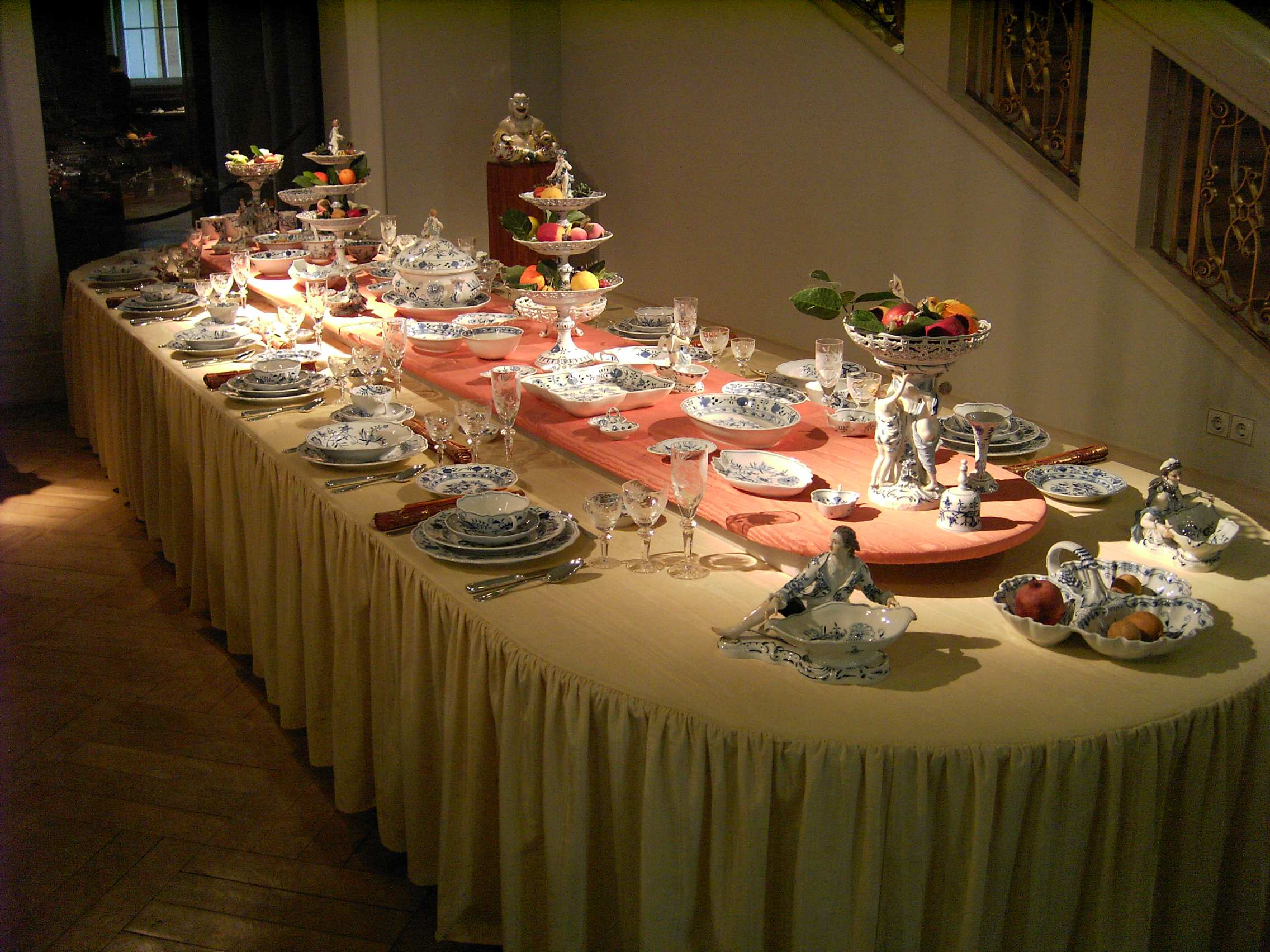
Taula ja parada
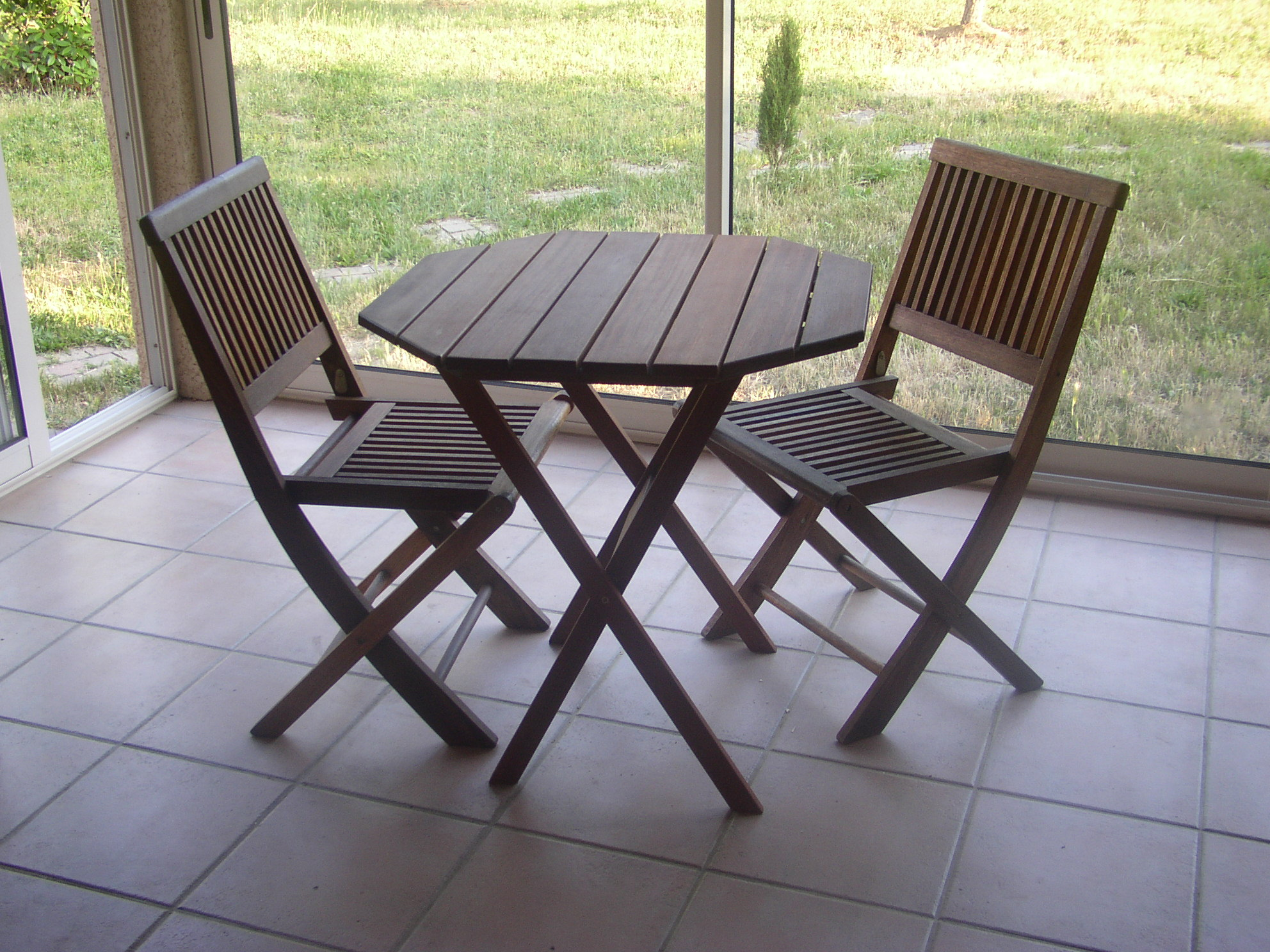
Taula de jardí
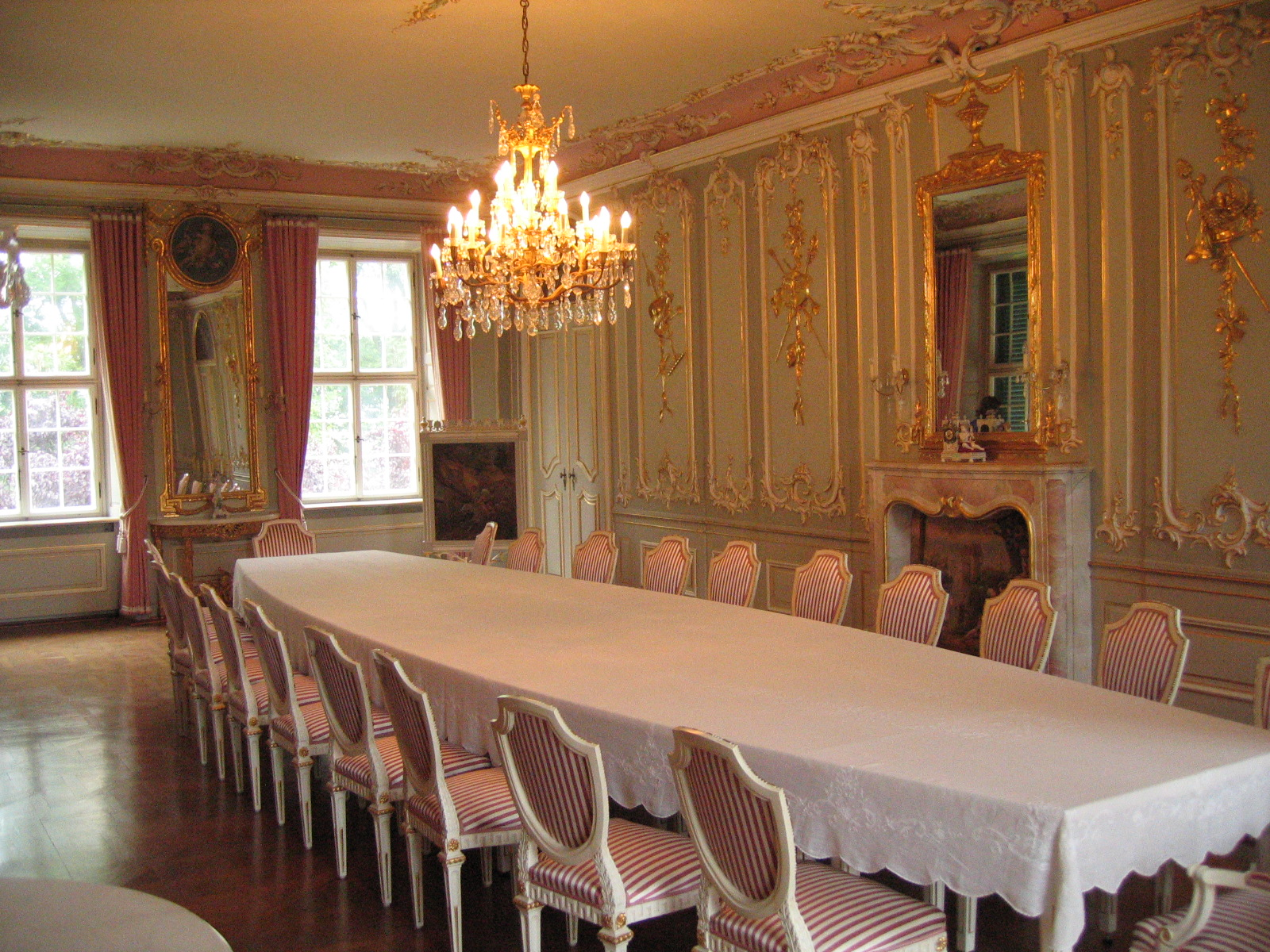
Taula extensible, ja muntada
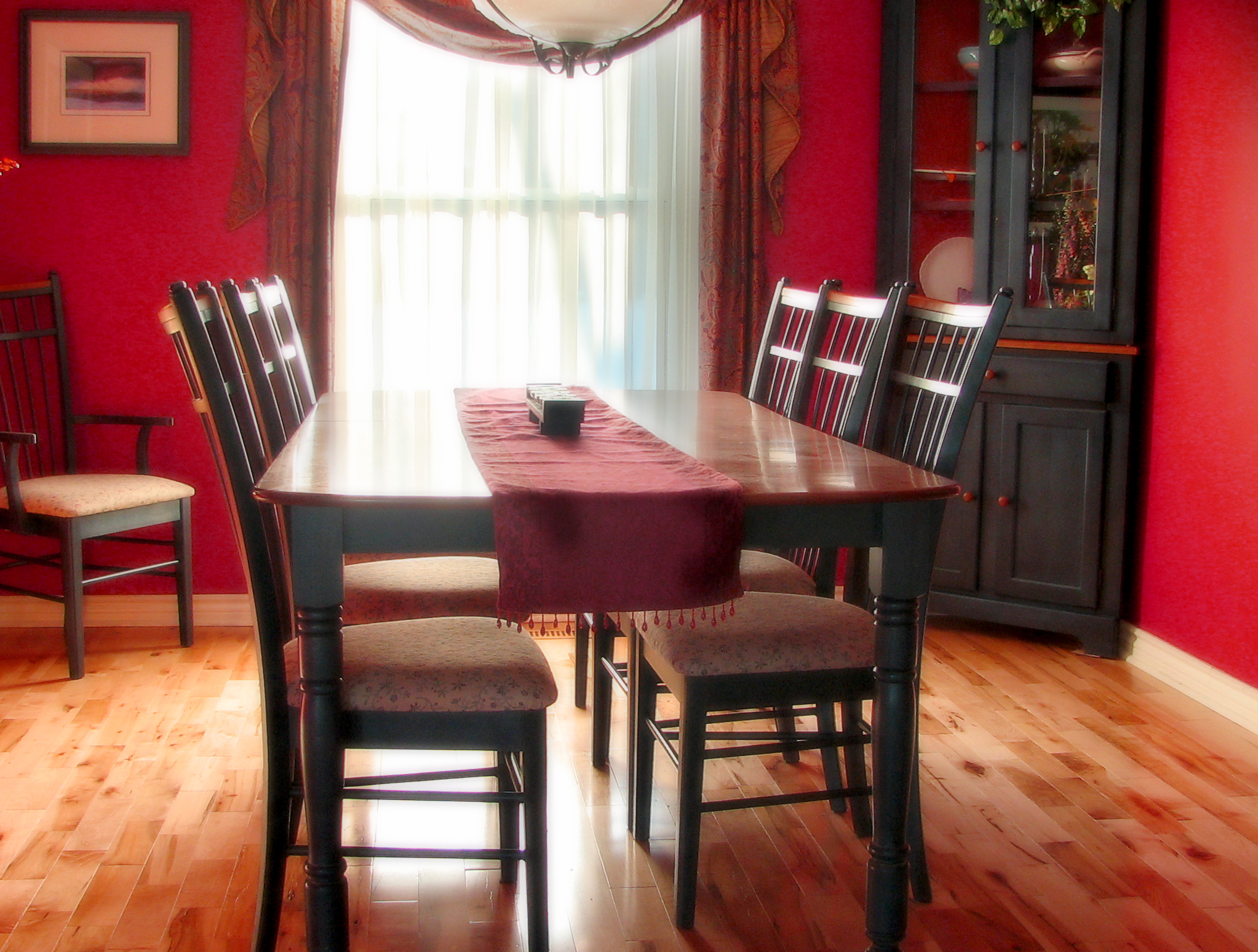
Taula de menjador
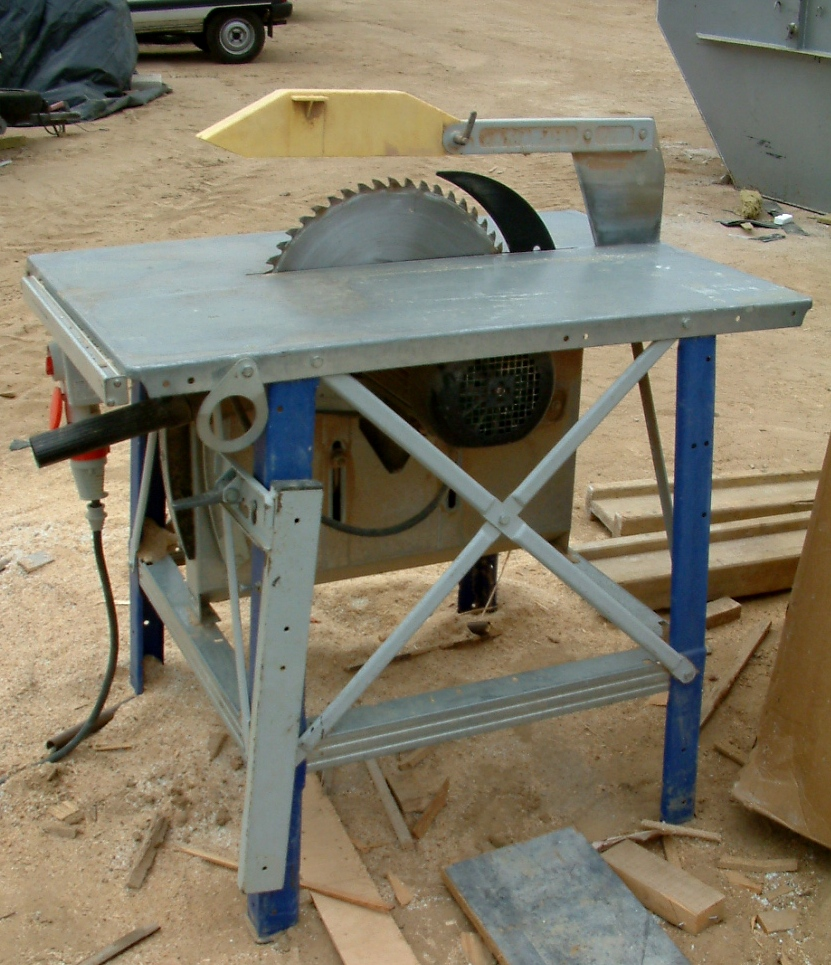
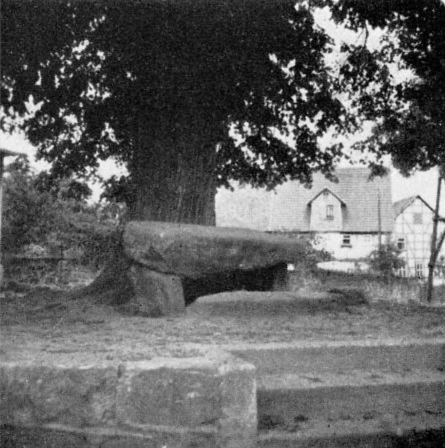
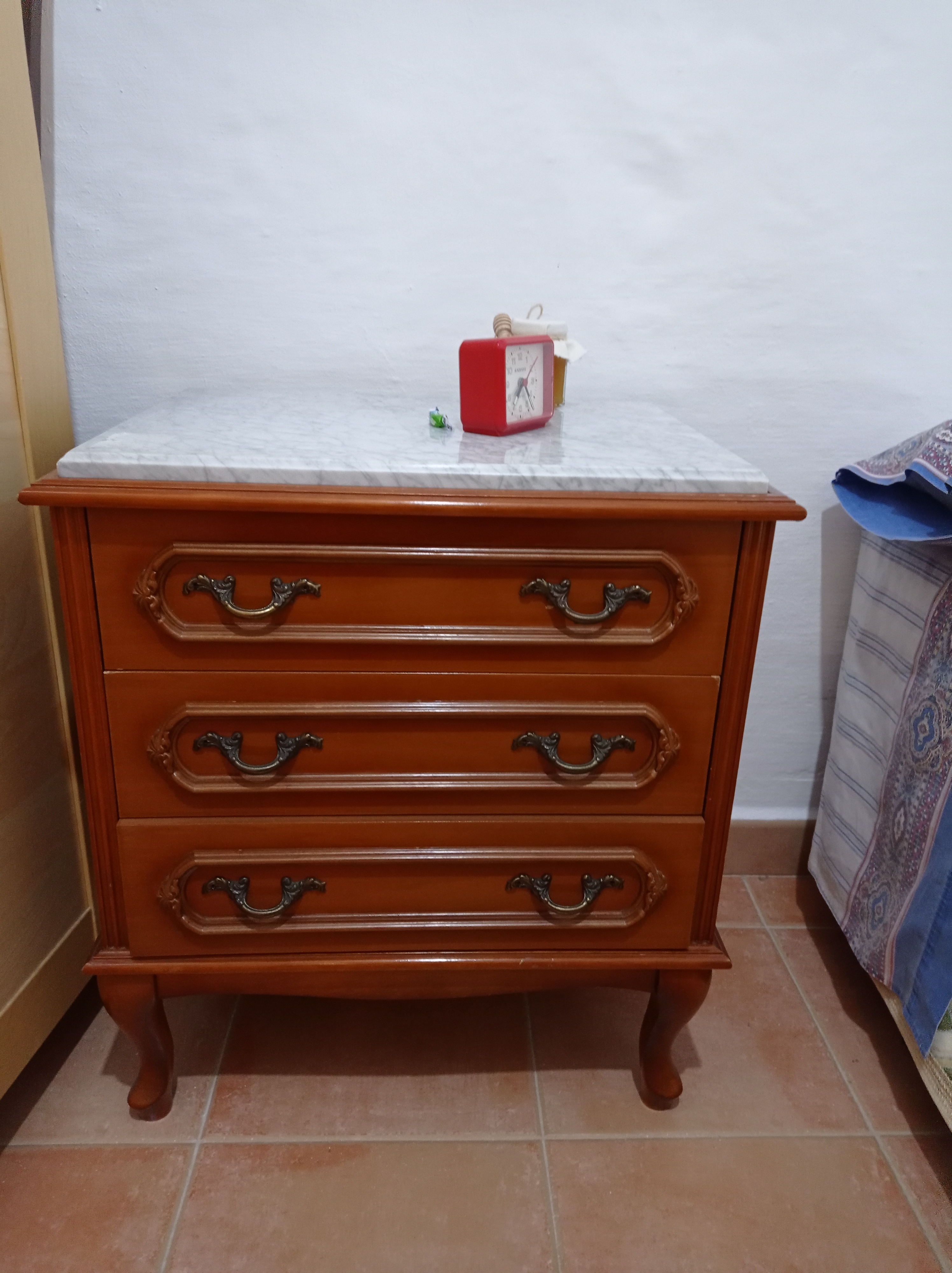
Tauleta de nit

## Taules per a altres usos
A més de les taules com a peces de mobiliari domèstic, hi ha altres tipus de taules emprades en funcions específiques ben diferents de les ja exposades.

### Taules de canvistes
Des de temps immemorials, als temples i mercats hi havia canvistes que permetien canviar moneda als visitants. És conegut l’enuig de Jesucrist amb els mercaders del temple de Jerusalem.

### Taules d’acordar
Una forma típica d’enrolar tropes o marineria eren les taules d’acordar. Es basaven en una taula que se situava en un lloc públic, amb forces armades de protecció, banderes i estendarts i músics. Un escrivà anotava en una llista les persones enrolades i lliurava un pagament determinat.
- Un exemple esmentat per Ramon Muntaner és el dels "ballesters en taula", designant els ballesters enrolats (en una taula d'acordar) com a ballesters especialitzats.[11][12]

### Taules de cartes

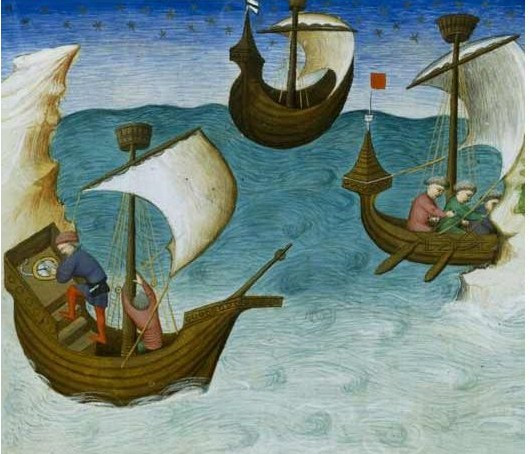
Figura 1. Manuscrit de 1404 de l'obra de John Mandeville mostrant l'ús de la brúixola en un vaixell sobre una taula de cartes.

Des dels primers usos de les cartes de navegar era important disposar d’una taula de navegar per a consultar els mapes i treballar sobre els mateixos.

### Taules de joc
En els anomenats jocs de taula i altres, una taula pot facilitar la seva pràctica.

### Taules de control
Moltes instal3lacions industrials i molt vehicles disposen d'un centre de control basat en una taula o sistema similar.

### Medicina
Taules de quiròfan.

### Ciències forenses
Taules d'autòpsies.

## Taules notables documentades

### Taula de Salomó
El Llibre dels reis esmenta una taula d'or per a presentar l'ofrena dels pans al temple de Jerusalem.
- Taula de Salomó de Toledo. Feta, suposadament, de margada fina.[19][20]

### De "llimoner"
Els antics romans valoraven molt les taules de fusta de "citrum". Aparentment aquesta fusta correspndria a l'arbre anomenat "xiprer de Cartagena". Altres autors parlen de la fusta de citrus i de l'afició sense mesura dels antics romans a col·leccionar taules de preus fabulosos.